# Кеннеді (Міннесота)
Кеннеді (англ. Kennedy) — місто (англ. city) в США, в окрузі Кіттсон штату Міннесота. Населення — 176 осіб (2020).

## Географія
Кеннеді розташоване за координатами 48°38′23″ пн. ш. 96°54′36″ зх. д. / 48.63972° пн. ш. 96.91000° зх. д. (48.639861, -96.910101).  За даними Бюро перепису населення США в 2010 році місто мало площу 1,09 км², з яких 1,09 км² — суходіл та 0,00 км² — водойми. В 2017 році площа становила 1,03 км², з яких 1,03 км² — суходіл та 0,00 км² — водойми.

## Демографія
Згідно з переписом 2010 року, у місті мешкали 193 особи в 89 домогосподарствах у складі 54 родин. Густота населення становила 177 осіб/км².  Було 114 помешкання (105/км²).
Расовий склад населення:
| - 98,4 % — білих - 1,0 % — азіатів |

До двох чи більше рас належало 0,5 %. Частка іспаномовних становила 4,1 % від усіх жителів.
За віковим діапазоном населення розподілялося таким чином: 24,9 % — особи молодші 18 років, 58,0 % — особи у віці 18—64 років, 17,1 % — особи у віці 65 років та старші. Медіана віку мешканця становила 47,4 року. На 100 осіб жіночої статі у місті припадало 93,0 чоловіків;  на 100 жінок у віці від 18 років та старших — 98,6 чоловіків також старших 18 років.
Середній дохід на одне домашнє господарство  становив 53 574 долари США (медіана — 47 292), а середній дохід на одну сім'ю — 62 015 доларів (медіана — 49 821). Медіана доходів становила 42 813 долари для чоловіків та 33 125 доларів для жінок. За межею бідності перебувало 5,8 % осіб, у тому числі 10,9 % дітей у віці до 18 років та 6,4 % осіб у віці 65 років та старших.
Цивільне працевлаштоване населення становило 155 осіб. Основні галузі зайнятості: освіта, охорона здоров'я та соціальна допомога — 26,5 %, сільське господарство, лісництво, риболовля — 20,6 %, роздрібна торгівля — 12,3 %, оптова торгівля — 11,6 %.